# ارابه مرگ (۱۳۷۵)
ارابه مرگ فیلمی به کارگردانی و نویسندگی رضا قهرمانی محصول سال ۱۳۷۵ است.

## خلاصه داستان
سروان یاوری به دنبال طرحی فوری مأمور می‌شود تا محموله‌های نظامی به جبهه برساند، اما عبور کامیون‌ها از منطقهٔ کُرد نشین توسط عوامل نفوذی دشمن لو می‌رود و عبور کامیون‌ها با اشکال مواجه می‌شود. سروان یاوری و نیروهایش با نیروهای نفوذی در منطقهٔ غرب کشور درگیر می‌شود و تعدادی از آن‌ها را هم به هلاکت می‌رساند، اما نیروهای نفوذی دشمن دوباره به تعقیب کامیون‌ها می‌پردازند که در این بین کامیون‌ها به محل استقرار نیروهای عراقی و انبار مهمات دشمن می‌رسند و با از خودگذشتگی رانندهٔ یکی از کامیون‌ها که یک کُرد است مهمات دشمن را از بین می‌رود، سروان یاوری نیز صدمه زیادی می‌بیند اما محموله‌های نظامی مورد نیاز گردان یاسر به سلامت بدست رزمندگان می‌رسد.

## بازیگران
- فرامرز قریبیان
- فاطمه صامتی
- شهرام زرگر
- جمشید جهان‌زاده
- رضا فیاضی
- خشایار
- عباس جوادآخوندی
- اکبر قدمی
- منوچهر اخضرپور
- اصغر رحمانی
- سعید دلیری
- محمود مقامی
- عباس قاجار
- اصغر نیکخواه
- آزیتا شکوهی
- اکبر وارث
- سیروس میمنت
- عباس حقیقی
- پرویز گلدوست
- عباس مرادی
- علی علیمردانی
- محمد سالمی
- ذبیح اله ذبیح پور
- جواد گلزار
- اکبر دودانگه
- خسرو ولی زاده
- مسعود دوبرادران